# Пальма, Андреа
Гуадалупе Брачо Перес Гавилан, более известная как Андреа Пальма исп. Guadalupe Bracho Pérez Gavilán, mas conocido como Andrea Palma (16 апреля 1903, Виктория-де-Дуранго, Дуранго — 11 ноября 1987, Мехико, Мексика) — мексиканская актриса.

## Биография
Родилась 16 апреля 1903 года в Дуранго в семье Хулио Брачо Сулоаги, землевладельца и владельца текстильной промышленности, и Лус Перес Гавилан. Она проявляла интерес к творческой жизни с детства, и даже её детские игры, которые она разделяла со своей кузиной Долорес Асунсоло, которая позже стала Долорес дель Рио, вращались вокруг воображаемых представлений. В 1913 году, после того как она и их родители потеряли всё свое имущество из-за мексиканских повстанцев, они решили переехать со своей семьей в Мехико, где они пережили время многих экономических трудностей.
Актриса увлеклась театром ещё в школьные годы, а также любила создавать костюмы для школьных спектаклей. Примерно в это же время она впервые увидела американский немой фильм, и этот опыт её ошеломил. Немного позже, по приглашению своего кузена, актёра Рамона Новарро, она провела некоторое время в Голливуде. Через несколько месяцев она вернулась в Мексику, так и не познакомившись ни с одной киностудией, поскольку её папа, которому не нравился её интерес к кино, категорически запретил ей сниматься.
По возвращении из Голливуда, по настоятельному требованию её папы, она начала работать в магазине лондонского Сити. В начале 1920-х годов она начала создавать шляпы для поддержки семейного хозяйства и основала бизнес под названием «Андреа Хаус», от которого позже взяла свой сценический псевдоним, добавив фамилию одной из своих клиенток, элегантной миссис Пальма — Она становится известной в театральном мире, получив первую возможность заменить свою подругу Исабелу Корону, когда у неё была семья. Она закрыла свой бизнес и присоедилась к театральной труппе, путешествуя по Соединённым Штатам, где она осталась до 1930-х годов, ей помогает молодой и соблазнительный Сесил Келлауэй, играя небольшие роли в фильмах своей кузины Долорес дель Рио и Рамона Новарро, а также в роли Марлен. В конце концов её пригласили в Мексику и предложили роль Росарио. Росарио, томная, стилизованная и очень худая, двигалась в окружении пьяных матросов и проституток. Фильм «Женщина из порта» (1934) имела мгновенный успех, а актриса со своей Росарио практически из ниоткуда стала суперзвездой.
В последующие успешные годы она пользовалась большим спросом, её следующий фильм был совершенно противоположным Росарио, исполнив замечательную роль знаменитой поэтессы XVII века: Сор Хуана Инес де ла Крус. После успеха нескольких фильмов в Мексике, она вернулась в Голливуд и снялась в двух «латинских фильмах» и четырёх годах театрального турне, а в 1943 году её брат Хулио Брачо снял её в классической мелодраме Другой восход солнца. Она сыграла Джульетту, разочарованную жену днём, вечером и ночью. Её брат Хулио Брачо посчитал роль Джульетты — самой лучшей ролью в карьере актрисы своей сестры, а также лучшим фильмом за свою обширную карьеру. После других фильмов, в том числе «Тарзан» с Джонни Вайсмюллером, будучи матерью тамаулипасской актрисы Линды Кристиан, Андреа поехала в Испанию, чтобы сыграть роль, и во время своей поездки познакомилась с актёром Энрике Диасом Индиано, который в итоге стал её единственным мужем. Когда Андреа возвратилась в Мексику, она перешла от роли великой дамы к роли специализированных персонажей. В 1950-х годах она поставила две классические постановки «Грешников», работала с кубинской актрисой Нинон Севилья и была режиссёром Альберто Гоутом, сыграв двух персонажей (владельца кабаре и почетную даму лучшего общества Гвадалахары) в «Авентурере» (1950), а также страдающая жена в «Чувственности» (1951). Актриса сотрудничала с Луисом Бунюэлем в «Очерке преступления» (1955). Хотя она продолжала работать в мексиканском кино до 1970-х годов, актриса с конца 1950-х сосредоточилась на телевидении и театре, включая её еженедельное появление в качестве ведущей популярного сериала La Novela Semanal, основанного на классике литературы, до тех пор, пока он не вышел на пенсию в 1979 году. Последним телесериалом с участием актрисы роль был «Анхель Герра» (1979).

### Последние годы жизни
Актриса имела букет заболеваний. Как рассказывала актриса, у неё всё болело от головы до кончиков пальцев ног. Основными диагнозами актрисы стали: брюшное выпячивание, гидроэлектролитный дисбаланс и почечная недостаточность. Эти три диагноза дали метастазы по всему организму и свели актрису в могилу.
Скончалась 11 ноября 1987 года в Мехико из-за обострения трёх вышеупомянутых диагнозов.